# Pyrameis tameamea
Pyrameis tameamea is een vlinder uit de familie Nymphalidae. De wetenschappelijke naam van de soort is voor het eerst geldig gepubliceerd in 1821 door Johann Friedrich von Eschscholtz.